# Vallière
Vallière település Franciaországban, Creuse megyében. Lakosainak száma 714 fő (2022. január 1.). Vallière Banize, Le Monteil-au-Vicomte, La Nouaille, Saint-Marc-à-Frongier, Saint-Michel-de-Veisse, Saint-Quentin-la-Chabanne és Saint-Yrieix-la-Montagne községekkel határos.

## Népesség
A település népessége az elmúlt években az alábbi módon változott:
| Lakosok száma | 994  | 885  | 814  | 752  | 770  | 743  | 723  | 715  | 715  | 714  |
|               | 1968 | 1982 | 1990 | 2006 | 2013 | 2015 | 2017 | 2019 | 2020 | 2022 |